# 姫路市立増位中学校
姫路市立増位中学校（ひめじしりつ ますいちゅうがっこう）は、兵庫県姫路市増位新町にある公立中学校。

## 沿革
戦後の学制改革により姫路市が設置した新制中学校14校のうちのひとつである。1947年3月の姫路市新学制実施準備協議会の第1回会合では砥堀・水上校区に設置する「第一中学校」の原案が示された。4月2日の第2回会合ではこれを「増位中学校」と改め、4月7日の第3回会合でもこの案が維持された。
- 1947年（昭和22年）5月10日 - 開校式（水上・砥堀両小学校の校舎の一部を借用）。
- 1948年（昭和23年）4月12日 - 北平野の捜索54連隊・輜重54連隊跡地に移転。
- 1950年（昭和25年）9月22日 - 新校舎竣工、本館（旧兵舎）内部改造着工。
- 1952年（昭和27年）3月22日 - 校旗制定調製。
- 1954年（昭和29年）3月26日 - 保安隊へ校地移譲のため新校地として白国弁天池の上に決定。
- 1955年（昭和30年）7月5日 - 白国661番地へ学校移転。
- 1981年（昭和56年）3月10日 - 現在地に新校舎竣工。

## 部活動

### 運動部
- 野球部
- サッカー部
- バレーボール部
- 卓球部
- ソフトテニス部
- 陸上競技部
- 剣道部
- 水泳部
- ソフトボール部

### 文化部
- 吹奏楽部
- 箏曲部
- 茶華道部
- 美術部

## 校区
- 姫路市立水上小学校
- 姫路市立増位小学校
- 姫路市立砥堀小学校

## 周辺
- 野里駅（JR西日本播但線）
- 増位山随願寺
- 広峰山
  - 広峯神社
- ミラキタシティ姫路
  - 姫路市立図書館花北分館
- 花の北市民広場
  - 姫路市役所花の北サービスセンター
- 姫路競馬場
- 陸上自衛隊姫路駐屯地
- イオン姫路店

## 通学区域が隣接している学校
- 姫路市立広嶺中学校
- 姫路市立城乾中学校
- 姫路市立東光中学校
- 姫路市立花田中学校
- 姫路市立城山中学校
- 姫路市立豊富小中学校
- 姫路市立香寺中学校
- 姫路市立置塩中学校